# 3′UTR
3′UTR (z ang. 3′ untranslated region), rejon 3′ niepodlegający translacji – niepodlegająca translacji część mRNA położona w kierunku 3′ od sekwencji kodującej (u eukariontów między sekwencją kodującą a ogonem poli-A).
W obszarze 3′UTR mogą się znajdować różne sekwencje sygnałowe:
- sekwencje będące sygnałem do poliadenylacji, zazwyczaj AAUAAA[1]
- sekwencje wpływające na lokalizację mRNA w komórce[2]
- sekwencje wpływające na stabilność mRNA (na przykład sekwencje AURE bogate w adeninę i uracyl)[3]
- sekwencje wpływające na translację[4]
- miejsca wiązania miRNA[5].

Mutacje w 3′UTR mogą powodować choroby genetyczne, między innymi mutacja punktowa sygnału do poliadenylacji w genie kodującym β-globinę może wywołać talasemię, a mutacja dynamiczna, polegająca na ekspansji sekwencji trzech nukleotydów CUG położonej w 3′UTR genu DMPK, dystrofię miotoniczną typu 1.